# Killswitch Engage (album, 2009)
Cet article concerne l'album sorti en 2009. Pour l'album sorti en 2000, voir Killswitch Engage (album, 2000).
Albums de Killswitch Engage
As Daylight Dies
(2006) Disarm the Descent
(2013)
Killswitch Engage (parfois appelé Killswitch Engage II pour éviter toute confusion avec l'album du même nom sorti en 2000,) est le cinquième album du groupe de metalcore Killswitch Engage, sorti le 30 juin 2009.

## Pistes
1. Never Again - 3:09
2. Starting Over - 3:51
3. The Forgotten - 3:17
4. Reckoning - 2:40
5. The Return - 4:28

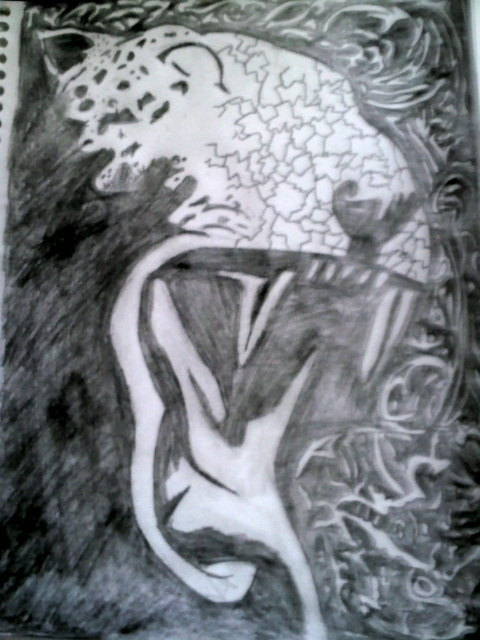
couverture de l'album (réplique)

6. A Light In a Darkened World - 2:50
7. Take Me Away - 2:45
8. I Would Do Anything - 3:22
9. Save Me - 3:46
10. Lost - 3:45
11. This Is Goodbye - 4:17